# Mășcăteni, Botoșani
Mășcăteni este un sat în comuna Albești din județul Botoșani, Moldova, România. Satul se află în Câmpia Moldovei.